# Корнифиций (ритор)
Квинт Корнифи́ций (лат. Quintus Cornificius; I век до н. э.) — римский ритор, упоминаемый у Квинтилиана. Предполагаемый автор труда «Риторика для Геренния» в трёх книгах, датированного 80-ми годами до н. э. Эта работа содержит первое известное описание так называемого метода локусов (мнемонической техники), в ней сформулированы три возможных стиля устной риторики и шесть этапов аргументирования. В тексте работы цитируются греческие ораторы, от Демосфена до Эсхина, есть множество отсылок к римским ораторам, в том числе к Гаю Гракху и Луцию Лицинию Крассу.